# Anolis phyllorhinus
Anolis phyllorhinus är en ödleart som beskrevs av  Myers och CARVALHO 1945. Anolis phyllorhinus ingår i släktet anolisar, och familjen Polychrotidae. Inga underarter finns listade i Catalogue of Life.